# Bellever Tor Cairns

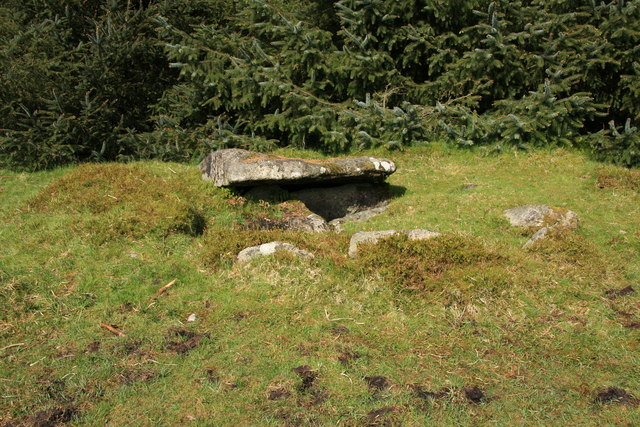
Kiste im Cairn 1

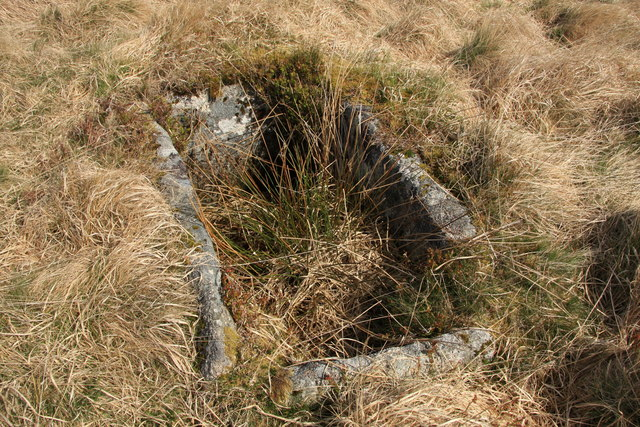
Kiste im Cairn 9

Die Bellever Tor Cairns sind eine Gruppe von zehn bronzezeitlichen Cairns, einige davon mit einer mehr oder minder gut erhaltenen Steinkiste, die am Bellever Tor (einer Gesteinsformation) liegen und von Jeremy Butler im 19. Jahrhundert so benannt wurden. Bellever Tor liegt bei Postbridge im Dartmoor, in der Grafschaft Devon in England. Die Verteilung der Cairns ist auf die westlichen und südwestlichen Hänge des Bellever Tor begrenzt. Dieser Bereich ist frei von Oberflächengestein, da es für die Cairns abgesammelt wurde.

## Cairn 1 (mit Steinkiste)
Der besterhaltene Cairn wurde im Jahre 1890 beschrieben und seine Steinkiste war bereits geplündert. Zu diesem Zeitpunkt waren Hügel und Steinkiste aber noch in ordentlichem Zustand. Heute sind nur noch drei Steine der Kiste erhalten. 1901 wurde die Kiste untersucht, aber leer vorgefunden. 

## Cairn 2
Es ist unklar, ob dies ein Lesesteinhaufen oder ein Cairn ist. Jeremy Butler beschrieb ihn zu seiner Zeit als Cairn mit Randsteinen.

## Cairn 3 (mit Steinkiste)
Reste von einem Randsteinring in Form von zwei Steinpaaren, zu beiden Seiten der Kiste, sind erhalten. Die Steinkiste ist in gutem Zustand, nur ihre Deckenplatte fehlt. 

## Cairn 4
Dies ist ein Ring Cairn von etwa 11 m Durchmesser und etwa 0,5 m Höhe. Er umgibt einen erhöhten Innenraum. 

## Cairn 5
Diese Steinhaufen liegt ist etwa einen Meter hoch und zeigt überraschenderweise keine Anzeichen einer Kiste. 

## Cairn 6 (mit Steinkiste)
Von der Randsteineinfassung sind sieben Steine erhalten. Von der Kiste existieren nur noch eine End- und eine Seitenplatte.  

## Cairn 7
Entferntes Steinmaterial und ein neuzeitlicher Graben lassen Zweifel an der Originalität dieses Cairns aufkommen.  

## Cairn 8
Der Bericht aus dem Jahre 1890 beschreibt diesen Cairn bereits als schwer beschädigt und heute nur sind nur noch ein paar Steine  erhalten. 

## Cairn 9 (mit Steinkiste)
Cairn 9 ist ein niedriger Steinhaufen der immer noch seine zentrale Kiste besitzt, von der lediglich die Deckenplatte fehlt. 

## Cairn 10
Abgesehen von einer einzigen Platte der Steinkiste ist dieser Cairn all seiner Steine beraubt.